# Gene Bervoets/Filmografie
Der nachfolgende Artikel listet die Übersicht über das Wirken des belgischen Schauspielers Gene Bervoets, der am 26. März 1956 als Eugène Joanna Alfons Bervoets geboren wurde, auf. Bervoets wurde durch die TV-Serien Windkracht 10 und Kinderen van Dewindt sowie durch den Film SM Richter bekannt.

## Kinofilme
| Jahr | Originaltitel | Deutscher Titel                                                   | Rolle                             | Regisseur |
| ---- | --- | ----------------------------------------------------------------- | --------------------------------- | --- |
| 2018 | De Matchmaker |                                                                   | Yves                              | Jeroen Houben |
| 2018 | Patser |                                                                   | Untersuchungsrichter              | Adil El Arbi, Bilall Fallah                                                                                             |
| 2015 | Michiel de Ruyter | Der Admiral – Kampf um Europa                                     | Van Ginneken                      | Roel Reiné |
| 2015 | Paradise Trips |                                                                   | Mario Dockers                     | Raf Reyntjens |
| 2015 | Schneider vs. Bax |                                                                   | Mertens                           | Alex van Warmerdam |
| 2015 | Home Suite Home (Kurzfilm) |                                                                   | Ludwig                            | Jeroen Houben |
| 2014 | Image |                                                                   | Herman                            | Adil El Arbi, Bilall Fallah                                                                                             |
| 2014 | Wonderbroeders |                                                                   | Kardinal                          | Johan Timmers |
| 2014 | Le dernier diamant | 137 Karat – Ein fast perfekter Coup                               | Philipe de Mazières               | Eric Barbier |
| 2014 | Flying Home | Fliegende Herzen                                                  |                                   | Dominique Deruddere |
| 2013 | Borgman |                                                                   | Gardener                          | Alex van Warmerdam |
| 2012 | Nono, The ZigZag Kid |                                                                   | Bankdirektor                      | Vincent Bal |
| 2012 | De verbouwing |                                                                   | Eugene                            | Will Koopman |
| 2012 | Dead Passion (Kurzfilm) |                                                                   | Bestatter                         | Davy Bosschem |
| 2010 | Wolf |                                                                   | Steven Perseyn                    | Rik Daniels |
| 2009 | De laatste dagen van Emma Blank | Die letzten Tage der Emma Blank                                   | Haneveld                          | Alex van Warmerdam |
| 2009 | SM-rechter | SM Richter                                                        | Koen Allegaerts                   | Erik Lamens |
| 2008 | Abused (Kurzfilm) |                                                                   | Ehemann                           | Jonas Govaerts |
| 2008 | Loft |                                                                   | Bürgermeister Van Esbroeck        | Erik Van Looy |
| 2007 | Duska |                                                                   | Bob                               | Jos Stelling |
| 2007 | Timboektoe |                                                                   | Pierre                            | Dave Schram |
| 2007 | SEXtet |                                                                   | Professor                         | Eddy Terstall |
| 2006 | ’n Beetje Verliefd |                                                                   | Guy                               | Martin Koolhoven |
| 2003 | Totgemacht – The Alzheimer Case | Lost Memory – Killer ohne Erinnerung auch: Mörder ohne Erinnerung | Seynaeve                          | Erik Van Looy |
| 2003 | The Gallery (Kurzfilm) |                                                                   | Mann (unbenannt)                  | Jos Stelling |
| 2003 | Saturday Night Fear |                                                                   | Vampir                            | Jeroen Dumoulein |
| 2001 | De Grot |                                                                   | Mann im Hotel (als Gene Bervoets) | Martin Koolhoven |
| 2000 | The Gas Station | Die Tankstelle                                                    | Mann (unbenannt)                  | Jos Stelling |
| 1999 | Shades |                                                                   | Max Vogel                         | Erik Van Looy |
| 1999 | Man van staal | Im Sturzflug zur Erde                                             | Vater von Victor                  | Vincent Bal |
| 1999 | No Trains No Planes |                                                                   | Mario Russo                       | Jos Stelling |
| 1998 | Hombres Complicados |                                                                   | Fred                              | Dominique Deruddere |
| 1997 | Straffe koffie (Kurzfilm) |                                                                   | Freund                            | Dirk Beliën |
| 1997 | The Bloody Olive |                                                                   | Sam                               | Vincent Bal |
| 1996 | Elexir d’Anvers (Alternative Geschichte über Antwerpen, die auf Geschichten, Gerüchten und Ereignissen basieren und von jungen Filmemachern umgesetzt wurden.) |                                                                   | Tanchelijn (als Eugène Bervoets)  | Boris Paval Conen, Robbe De Hert, Nathalie Deklerck, Wolke Kluppell, Wim Symoens, Filip van Neyghem, Tom van Overberghe |
| 1996 | Lisa |                                                                   | Robert                            | Jan Keymeulen |
| 1996 | De wachtkamer | Der Wartesaal                                                     | Gene Bervoets                     | Jos Stelling |
| 1995 | Walhalla |                                                                   | Gunther Somers                    | Eddy Terstall |
| 1995 | De Vliegende Hollander | Der fliegende Holländer                                           | Zoon van Netelneck                | Jos Stelling |
| 1994 | Twee zusters (Kurzfilm) |                                                                   |                                   | Bie Boeykens |
| 1993 | Ad fundum |                                                                   | Rechtsanwalt Theys                | Erik Van Looy |
| 1993 | The Anchoress |                                                                   | Reeve                             | Chris Newby |
| 1993 | Mannen maken plannen |                                                                   | Jim                               | Marc Didden |
| 1990 | Dilemma |                                                                   | Zeger                             | Freddy Coppens |
| 1988 | Spoorloos | Spurlos verschwunden                                              | Rex Hofman                        | George Sluizer |
| 1987 | Macho City (Kurzfilm) |                                                                   |                                   | Peter De Sterck |
| 1987 | Crazy Love |                                                                   | Jeff                              | Dominique Deruddere |
| 1987 | Skin |                                                                   | S.T.A.N.                          | Guido Henderickx |
| 1979 | Een vrouw tussen hond en wolf | Eine Frau zwischen Hund und Wolf                                  | Soldat                            | André Delvaux |

## Fernsehproduktionen
| Jahr        | Staffel (Folge) | Originaltitel                                        | Deutscher Titel | Rolle                                     | Regie                                               |
| ----------- | --------------- | ---------------------------------------------------- | --- | ----------------------------------------- | --------------------------------------------------- |
| 2023        | 1               | Knokke Off                                           | | Jacques                                   |                                                     |
| 2023        | 1               | Arcadia                                              | Arcadia – Du bekommst was du verdienst                                                                                  | Pieter Hendriks                           | Tim Oliehoek                                        |
| 2017        | 1               | Tabula rasa                                          | Tabula Rasa | Inspektor Wolkers                         | Kaat Beels, Jonas Govaerts                          |
| 2015        | 1–3             | Professor T.                                         | (Anmerkung: Bei der gleichnamigen deutschsprachigen Serie Professor T. handelt es sich um eine eigenständige Adaption.) | Herman Donckers                           | Indra Siera, Tim Mielants, Gijs Polspoel            |
| 2015        | 1               | Patrouille Linkeroever                               | | Pol Doornik                               | Dries Vos                                           |
| 2015        | 13              | Hij komt, hij komt… De intrede van de Sint           | | Stijn                                     | Stijn Coninx                                        |
| 2014        | 1 (2 Folgen)    | De Biker Boys                                        | | Gini                                      | Dries Vos                                           |
| 2014        | 1 (3 Folgen)    | Amateurs                                             | | Gene Bervoets                             | Frank Van Passel                                    |
| 2014        | 1–2             | Cordon (Anm.: zweite Staffel nur ein Cameo-Auftritt) | | Major Dirk Maes                           | Staffel 1: Tim Mielants Staffel 2: Eshref Reybrouck |
| 2014        | 4, 9, 10        | Aspe (Anm.: Vereinzelte Gastrollen)                  | | Antoon Coninckx, Roger Van Camp           |                                                     |
| 2013        | 1               | Ontspoord                                            | | Karel Allegaerts                          | Maarten Moerkerke, Jakob Verbruggen                 |
| 2013        | 1               | Albert II                                            | | Edmond d’Hulst                            |                                                     |
| 2013        | 1               | Crème de la Crème                                    | | Raymond Knaepen                           | Kim Van Oeteren                                     |
| 2013        | 7               | Flikken Maastricht – De spin (Episode 3)             | | Van Kesteren                              | Martin Schwab                                       |
| 2013        | 6–8             | Zone Stad (insg. 6 Episoden)                         | | Jean-Yves Bosvoorde                       | u. a. Frank Tulkens                                 |
| 2013        | 1               | Salamander (Episoden 3–7)                            | | Guy Rasenberg                             | Frank Van Mechelen                                  |
| 2012 – 2013 | 1               | Wolven                                               | | Hauptkommissar Steven Perseyn             | Rik Daniëls, Stef Desmyter                          |
| 2012        | 1               | Bergica                                              | |                                           | Adil El Arbi, Bilall Fallah                         |
| 2012        | 3               | Code 37 – Ons kent ons (Episode 6)                   | | Kurt Van Hees                             |                                                     |
| 2011        | 3               | Vermist (Episoden 7 und 8)                           | | Untersuchungsrichter Coninckx             |                                                     |
| 2011        | 1               | Het goddelijke monster (Episoden 2–8)                | | Justizminister und Rechtsanwalt De Balder | u. a. Hans Herbots                                  |
| 2011        | 1               | Monster! (Episode 6)                                 | | Barthold Vanderslagmulders                | Peter De Maegd                                      |
| 2010 – 2011 | 1               | Ella (119 Episoden)                                  | | Dr. Norbert De Wachter                    | u. a. Kim van Oeteren, Johan Gevers                 |
| 2010        | 1               | Goesting                                             | | Kurt Goossens                             | Kim van Oeteren, Toon Slembrouck                    |
| 2005 – 2009 |                 | Kinderen van Dewindt (36 Episoden)                   | | Bob Dewindt                               |                                                     |
| 2006        | 4               | Witse – Duivelskoppel Episode 6)                     | | Hendrik Palfijn                           | Luc Coghe                                           |
| 2005        | 1               | Team Spirit – de serie II                            | | Rechtsanwalt Gilbert                      |                                                     |
| 2004        | 1               | Rupel (Episode 8 & 9)                                | | Guy Van Acker                             | Hugo Van Laere                                      |
| 2004        | 1               | Het Geslacht De Pauw (Episode 6)                     | | Gene Bervoets                             |                                                     |
| 2003        | 2               | Wet & Waan – Topsport (Episode 5)                    | | Stan Paternotte                           | u. a. Peter de Baan, Arno Dierickx                  |
| 2001        | 2               | Spangen (Episode 1)                                  | |                                           | Bobby Eerhart                                       |
| 1999        | 1               | Recht op Recht – Familiezaken (Episode 4)            | | J.C. Pickery                              | u. a. Eric Taelman, Melinda Van Berlo               |
| 1997–1998   | 1–2             | Windkracht 10 (18 Episoden)                          | | Peter Segers                              | u. a. Luc Coghe, Freddy Coppens, Dirk Corthout      |
| 1994        | 1               | De Legende van de Bokkerijders                       | Die Bockreiter | Dr. Kirchhoffs und 2. Kapitän             | Karst van der Meulen                                |
| 1988        | Film            | ’t bolleken                                          | | junger Doktor Eugène Bervoets             | Marc Didden                                         |
| 1986        | 1               | Adriaen Brouwer                                      | |                                           | Peter Simons                                        |
| 1984        | 1               | Xenon                                                | | Tom                                       | Jef Cassiers                                        |

Als Grundlage für diese Übersicht dient der Eintrag über Bervoets in der IMDb.